# ファミリア (古代ローマ)
ファミリア（ラテン語: Familia）は、古代ローマに存在した父系制の家族制度を指す。特に共和政ローマにおいて強力な家父長主義的な法的主体であり、ローマの家長（パトレス・ファミリアス 羅: paterfamilias）は、家族構成員（妻、家子、そして奴隷や家畜も含む）の全員に対して生殺与奪の権利（ius vitae ac necis）を持ち、財産も家長に帰属した。このためファミリアは、古代ローマにおいて社会支配の構成単位でもあった。家長には家族の扶養義務や、嫁資の設定の義務などはあったが、その義務は強制できない自然債務的なものだった。
父親が生きているかぎり、子供は生涯にわたり家父権に服していた。家父権から子供を解放する家父権免除（emancipatio）は可能であったが、家父権免除によって相続権も失った。古代ローマの所有権は、共和政初期に家長が持っていた物に対する支配権として始まり、共和政後期には占有状態と区別された所有権として確立したとされる。